# 대전선화초등학교
대전선화초등학교는 대한민국 대전광역시 중구 선화동에 있는 공립 초등학교이다.

## 학교 연혁
- 1945년 5월 15일 대전북정공립국민학교 개교(설립인가 3월 31일)
- 1945년 10월 24일 대전춘일공립국민학교로 개칭
- 1950년 5월 15일 대전선화국민학교로 개칭
- 1992년 12월 30일 본관 26실 개축
- 1993년 9월 1일 병설유치원 개원
- 1996년 3월 1일 대전선화초등학교로 교명 변경
- 2009년 10월 27일 영어실 개관 및 교육환경 개선 보고회
- 2016년 12월 15일 운동장 우레탄트랙 철거 및 마사토 운동장 재조성
- 2018년 12월 13일 동부교육지원청 이전 교사 대수선 공사완료
- 2019년 2월 15일 제73회 졸업식(24명, 총 졸업생 24,094명)
- 2019년 3월 1일 14학급 인가 편성(특수학급 2학급 포함)

## 참고 자료
- 대전선화초등학교 - 한국교육학술정보원 학교알리미